# 8e étape du Tour de France 1935
Pour un article plus général, voir Tour de France 1935.
La 8e étape du Tour de France 1935 s'est déroulée le vendredi 12 juillet.
Les coureurs relient Grenoble (Isère) à Gap (Hautes-Alpes), au terme d'un parcours de 102 kilomètres.
Le Français Julien Moineau rejoint l'équipe de France pour y remplacer Antonin Magne, capitaine et alors deuxième du classement général après son abandon au cours de l'étape précédente. André Leducq prend le capitanat.
Le Belge Jean Aerts gagne l'étape tandis que son compatriote Romain Maes conserve la tête du classement général.
Seul la côte de Laffrey figure au classement du Grand-Prix de la montagne ; le col Bayard n'y figure pas.

## Parcours
Les coureurs s'élancent de Grenoble, préfecture du département de l'Isère, depuis le cours Jean-Jaurès, après avoir apposé leur signature sur la feuille de départ au café de l'Ascenseur, puis rejoignent Le Pont-de-Claix, Champagnier et Vizille avant d'entamer l'ascension de la côte de Laffrey.
Après le sommet, la course rejoint Pierre-Châtel, La Mure, La Salle-en-Beaumont, Corps et passe dans le département des Hautes-Alpes à Chauffayer.
L'ascension du col Bayard débute au pont d'Aubessagne, en passant par Les Basaques et Laye.
L'arrivée de l'étape est jugée à Gap, préfecture des Hautes-Alpes, après la descente du col Bayard.

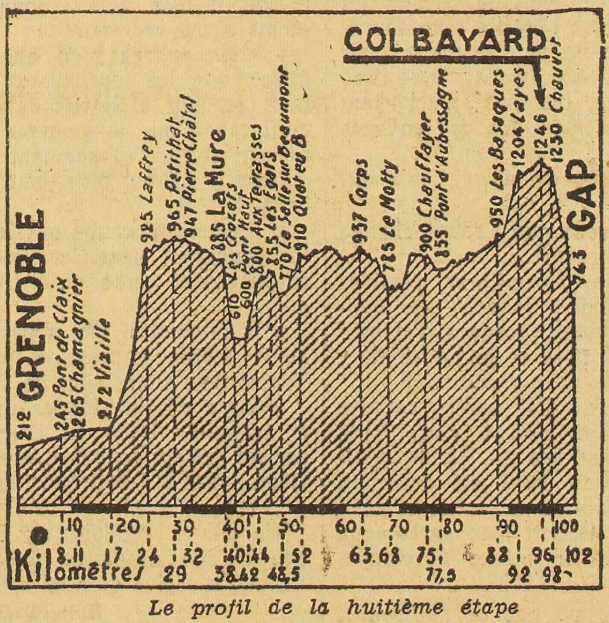
Le profil de la 8e étape publié dans le journal L'Auto du 11 juillet 1935.

| Communes ou localité          | Département  | km   | Remarque                                             |
| ----------------------------- | ------------ | ---- | ---------------------------------------------------- |
| Grenoble                      | Isère        | 0    | Départ cours Jean-Jaurès, 13h45                      |
| Le Pont-de-Claix              | Isère        | 8    |                                                      |
| Champagnier                   | Isère        | 11   |                                                      |
| Vizille                       | Isère        | 17   |                                                      |
| Les Traverses                 | Isère        | 20   |                                                      |
| Laffrey                       | Isère        | 24   | 925 m ; Grand-Prix de la montagne                    |
| Petithet                      | Isère        | 29   |                                                      |
| Pierre-Châtel                 | Isère        | 32   |                                                      |
| La Mure                       | Isère        | 38   | contrôle                                             |
| Les Crozets                   | Isère        | 40   |                                                      |
| Pont-Haut                     | Isère        | 42   |                                                      |
| Aux Terrasses                 | Isère        | 44   |                                                      |
| Les Égats                     | Isère        | 46   |                                                      |
| La Selle-sur-Beaumont         | Isère        | 48,5 |                                                      |
| Quet-en-Beaumont              | Isère        | 52   |                                                      |
| Corps                         | Isère        | 63   |                                                      |
| La Motty                      | Isère        | 68   |                                                      |
| Chauffayer                    | Hautes-Alpes | 75   |                                                      |
| Pont d'Aubessagne             | Hautes-Alpes | 77,5 |                                                      |
| La Guinguette                 | Hautes-Alpes | 78,5 |                                                      |
| Les Baraques-de-Saint-Bonnets | Hautes-Alpes | 88   |                                                      |
| Brutinel                      | Hautes-Alpes | 90,5 |                                                      |
| Laye                          | Hautes-Alpes | 92   |                                                      |
| Col Bayard                    | Hautes-Alpes | 96   | 1 246 m ; ne figure pas au classement de la montagne |
| Chauvet (Gap)                 | Hautes-Alpes | 98   |                                                      |
| Gap                           | Hautes-Alpes | 102  | avenue d'Embrun                                      |

## Déroulement de la course
Le Français Gabriel Ruozzi s'échappe sur les premières pentes de la côte de Laffrey et passe en tête au sommet avec 46 secondes d'avance sur le Belge Sylvère Maes et 1 min 46 s sur l'Italien Francesco Camusso.
Ruozzi passe également en tête le col Bayard mais est rejoint dans la descente par le Belge Jean Aerts qui le bat au sprint à Gap.
Trois coureurs sont éliminés, l'Italien Remo Bertoni, l'Allemand Karl Heide et le touriste-routier  Maurice Pomarède.

## Classements

### Prix du meilleur grimpeur
Le classement à l'issue de l'étape est le suivant :
| Classement de la montagne | Classement de la montagne | Classement de la montagne | Classement de la montagne | Classement de la montagne |
| Coureur                   | Coureur                   | Pays                      | Équipe                    | Points                    |
| ------------------------- | ------------------------- | ------------------------- | ------------------------- | ------------------------- |
| 1er                       | Félicien Vervaecke        | Belgique                  | Alcyon-Dunlop             | 29 pts                    |
| 2e                        | Sylvère Maes              | Belgique                  |                           | 25 pts                    |
| 3e                        | Gabriel Ruozzi            | France                    |                           | 20 pts                    |
| 4e                        | Francesco Camusso         | Italie                    | Legnano-Wolsit            | 19 pts                    |
| 5e                        | Jules Lowie               | Belgique                  |                           | 17 pts                    |

### Classement de l'étape
| \| Classement de l'étape \| Classement de l'étape \| Classement de l'étape \| Classement de l'étape \| Classement de l'étape \| \| Coureur \| Coureur \| Pays \| Équipe \| Temps \| \| --------------------- \| --------------------- \| --------------------- \| --------------------- \| --------------------- \| \| 1er \| Jean Aerts \| Belgique \| Alcyon-Dunlop \| \| \| 2e \| Gabriel Ruozzi \| France \| \| \| \| 3e \| Félicien Vervaecke \| Belgique \| Alcyon-Dunlop \| \| \| 4e \| Georges Speicher \| France \| \| \| \| 5e \| Jules Lowie \| Belgique \| \| \| \| 6e \| Pierre Cloarec \| France \| \| \| \| 7e \| Maurice Archambaud \| France \| \| \| \| 8e \| Francesco Camusso \| Italie \| Legnano-Wolsit \| \| \| 9e \| Jean Fontenay \| France \| \| \| \| 10e \| René Vietto \| France \| Helyett-Hutchinson \| \| |                    |          |                    |       |
| |                    |          |                    |       |
| |                    |          |                    |       |
| Classement de l'étape |                    |          |                    |       |
| Coureur | Coureur            | Pays     | Équipe             | Temps |
| 1er | Jean Aerts         | Belgique | Alcyon-Dunlop      |       |
| 2e | Gabriel Ruozzi     | France   |                    |       |
| 3e | Félicien Vervaecke | Belgique | Alcyon-Dunlop      |       |
| 4e | Georges Speicher   | France   |                    |       |
| 5e | Jules Lowie        | Belgique |                    |       |
| 6e | Pierre Cloarec     | France   |                    |       |
| 7e | Maurice Archambaud | France   |                    |       |
| 8e | Francesco Camusso  | Italie   | Legnano-Wolsit     |       |
| 9e | Jean Fontenay      | France   |                    |       |
| 10e | René Vietto        | France   | Helyett-Hutchinson |       |

### Classement général à l'issue de l'étape
| \| Classement général \| Classement général \| Classement général \| Classement général \| Classement général \| \| Coureur \| Coureur \| Pays \| Équipe \| Temps \| \| ------------------ \| ------------------ \| ------------------ \| ------------------ \| ------------------ \| \| 1er \| Romain Maes \| Belgique \| Alcyon-Dunlop \| \| \| 2e \| Vasco Bergamaschi \| Italie \| \| \| \| 3e \| Ambrogio Morelli \| Italie \| \| \| \| 4e \| Francesco Camusso \| Italie \| Legnano-Wolsit \| \| \| 5e \| Georges Speicher \| France \| \| \| \| 6e \| Jules Lowie \| Belgique \| \| \| \| 7e \| Félicien Vervaecke \| Belgique \| Alcyon-Dunlop \| \| \| 8e \| Sylvère Maes \| Belgique \| \| \| \| 9e \| René Bernard \| France \| \| \| \| 10e \| Gabriel Ruozzi \| France \| \| \| |                    |          |                |       |
| |                    |          |                |       |
| |                    |          |                |       |
| Classement général |                    |          |                |       |
| Coureur | Coureur            | Pays     | Équipe         | Temps |
| 1er | Romain Maes        | Belgique | Alcyon-Dunlop  |       |
| 2e | Vasco Bergamaschi  | Italie   |                |       |
| 3e | Ambrogio Morelli   | Italie   |                |       |
| 4e | Francesco Camusso  | Italie   | Legnano-Wolsit |       |
| 5e | Georges Speicher   | France   |                |       |
| 6e | Jules Lowie        | Belgique |                |       |
| 7e | Félicien Vervaecke | Belgique | Alcyon-Dunlop  |       |
| 8e | Sylvère Maes       | Belgique |                |       |
| 9e | René Bernard       | France   |                |       |
| 10e | Gabriel Ruozzi     | France   |                |       |